# 維克諾 (古西亞京區)
49°20′22″N 26°4′25″E / 49.33944°N 26.07361°E
維克諾（烏克蘭語：Вікно）是位於烏克蘭西部特諾皮爾州裏喬爾特基夫區的村莊，處於吉尼拉河畔，始建於1464年，面積38.72平方公里，2017年人口953。